# Épisodes d'une guerre interminable
Episodios de una guerra interminable, en français Épisodes d'une guerre interminable, est un projet narratif de l'auteure espagnole Almudena Grandes. Il se compose de six romans indépendants qui racontent des moments significatifs de la résistance anti-franquiste, dans une période comprise entre 1939 et 1964, et dont les personnages principaux, fictifs, interagissent avec des personnalités ayant réellement existé et des scénarios historiques. Selon l'auteure, toutes les personnalités historiques apparaissant dans ces romans étaient bien présents sur les lieux et aux dates où elle les a mis en scène. L'esprit et le modèle formel de l'œuvre, comme le choix du titre, sont un hommage aux Épisodes nationaux de Benito Pérez Galdós.
Dans cette œuvre, Almudena Grandes relate des évènements ou moments de la résistance au franquisme, généralement peu connus ou n'occupant qu'une petite place dans la grande Histoire. Elle ne s'intéresse pas aux grandes épopées, mais place l'histoire de ces années sombres à hauteur d'homme et de femme..
Le dernier opus de l'œuvre, Mariano en el Bidasoa, est resté inédit. 
Almudena Grandes est morte d'un cancer le 27 novembre 2021, sans avoir pu terminer son oeuvre majeure.

## Sommaire de l'œuvre
- Inés y la alegría (Inés et la joie). L'Armée de l'Union Nationale Espagnole et l'invasion du Val d'Aran. (2010, Tusquets)[1],[2]
- El lector de Julio Verne (Le lecteur de Jules Verne) - La guérilla de Cencerro et le Triennat de la Terreur. (2012, Tusquets)[3],[4]
- Las tres bodas de Manolita (Les trois mariages de Manolita). Le curé de Porlier, le Patronat de Rédemption de Peines et la naissance de la résistance clandestine contre le franquisme. (2014, Tusquets)[5]
- Los pacientes del doctor García (Les patients du docteur García). La fin de l'espoir et le réseau d'évasion de dignitaires nazis dirigé par Clara Stauffer. (2017, Tusquets)[6]
- La madre de Frankenstein (Les secrets de Ciempozuelos). Agonie et mort d'Aurora Rodríguez Carballeira à l'apogée de l'Espagne national-catholique. (2020, Tusquets)[7],[8],[9]
- Mariano en el Bidasoa. Les espions de long terme, l'émigration économique intérieure et les 25 ans de paix. (Inachevé)

« Si he querido llamarlas "Episodios" ha sido para vincularlas, más allá del tiempo y de mis limitaciones, a los "Episodios Nacionales" de don Benito Pérez Galdós, que para mí es, como he declarado en muchas ocasiones, el otro gran novelista -después de Cervantes- de la literatura española de todos los tiempos. »
— Almudena Grandes. Extrait de la Note de l'auteure, en postface de Inés y la Alegría
        
« Si j'ai voulu les appeler "Episodes", c'était pour les relier, par-delà le temps et mes limites, aux "Episodes Nationaux" de don Benito Pérez-Galdós, qui est pour moi, comme je l'ai déclaré en de nombreuses occasions, l'autre grand romancier - après Cervantes - de la littérature espagnole de tous les temps. »